# Hopi House
La Hopi House est un bâtiment américain situé à Grand Canyon Village, dans le comté de Coconino, en Arizona. Conçue par l'architecte Mary Colter, elle est protégée au sein du parc national du Grand Canyon. Elle constitue une propriété contributrice au district historique de Grand Canyon Village, un district historique inscrit au Registre national des lieux historiques depuis le 20 novembre 1975. Elle fait par ailleurs également partie des Mary Jane Colter Buildings, inscrits au Registre national des lieux historiques et classés National Historic Landmark depuis le 28 mai 1987.